# 余杭区
余杭区是中國浙江省杭州市的一个市辖区。位于杭嘉湖平原南端，区域总面积为1228平方公里。区人民政府驻仓前街道文一西路1500号。
1994年4月改余杭县为余杭市，2001年3月改余杭市为杭州市余杭区。餘杭是文化古邑，是“中華文明聖地”——良渚古城遺址所在地，是良渚文化的發祥地，擁有5000年“良渚文化”，2000年“運河文化”和1000年“徑山禪茶文化”。

## 历史
“杭”为地名，“餘”一说为古越语“盐”之意，一说为古越语发语词，无实际含义。余杭之名，春秋时已见诸史籍，彼时属吴、越领地，战国中期属楚。秦王政二十五年(公元前222年)，秦灭楚，在今境内置钱唐(含杭州城区)、余杭两县，属会稽郡。西汉时，余杭、钱唐两县仍属会稽郡，钱唐为会稽郡西部都尉治。平帝元始四年(4年)，改钱唐县为泉亭县。新王莽始建国元年(9年)，改余杭县为进睦县。东汉建武元年(25年)，复名余杭、钱唐。三国时，余杭、钱唐均入东吴版图，属吴郡，隶扬州，钱唐县并为吴郡都尉治。
隋开皇九年(589年)，废钱唐郡，改置杭州，州治初设余杭，次年移钱唐。大业三年(607年)，又改杭州为余杭郡，钱唐、余杭仍为所属。唐朝武德四年（621年），复余杭郡为杭州，为避国号讳，改钱唐为钱塘。五代后梁龙德二年(922年)，划钱塘、盐官两县地各半及富春县之两乡地置钱江县，与钱塘县同城而治。北宋太平兴国四年(979年)，改钱江县为仁和县。南宋建炎三年(1129年)，升杭州为临安府，属两浙西路。钱塘、仁和升赤，余杭升畿。元朝至元十五年(1278年)，改临安府为杭州路，钱塘、仁和、余杭属之。至正二十六年(1366年)，朱元璋攻下杭州，改杭州路为杭州府。明清延之。
中华民国元年(1912年)2月，废杭州府，以原钱塘、仁和县地并置杭县，与余杭县同属钱塘道。1949年4月，解放军发动渡江战役。随后，逐步攻占浙江省。5月2日，解放军第21军军部抵达余杭县城，次日，攻占杭州。其后余杭、杭县建制未变。中华人民共和国建立后，历属临安专区、嘉興專區、建德专区。1958年4月，杭县被撤销，属杭州市郊区。1960年1月建立钱塘联社(县级)。余杭县亦于1958年10月撤销，并入临安县。1961年3月，从临安县析出原余杭县境与钱塘联社合并，4月，钱塘联社撤销，恢复县建制，定名余杭县，县治设临平镇。1994年4月，撤销余杭县，设立余杭市。2001年3月，撤销余杭市，设立杭州市余杭区。
2011年余杭区9个镇乡建制改为余杭区政府直辖，改为街道办事处。2021年4月9日，为配合杭州市行政区划调整，临平街道、东湖街道、南苑街道、星桥街道、运河街道、乔司街道、崇贤街道、塘栖镇划归新成立的临平区管辖。同时区政府驻地迁至仓前街道。

## 地理
余杭区位于杭嘉湖平原南端，西依天目山，南濒钱塘江，是長江三角洲的圆心地。地理坐标为北纬30°09′～30°34′、东经119°40′～120°23′，东西长约63公里，南北宽约30公里，总面积约1223.56平方公里。余杭区从东、北、西三面成弧形拱卫杭州中心城区，东面与临平区接壤，北面与德清县毗连，西北与安吉县相交，西面与临安区为邻，西南与富阳区相接。
余杭区跨越钱塘江和浙北杭嘉湖平原两个地层分区，宏观构造特征大体可分为西部山地丘陵区和东部平原区。地势由西北向东南倾斜。大致以东苕溪为界，西部山地丘陵河谷，形成于1.3亿年前，长期基本稳定；东部水网平原、滩涂平原几经沧桑，从公元前5世纪起，随文明进步而逐步开拓，形成如今地貌。
区境西北与西南部属天目山东麓和千里岗山脉之余脉。山体顺南、中、北3条苕溪谷地两侧呈马蹄形展布，层峦迭嶂、茂林修竹。海拔1000米以上山峰有窑头山 (1095米)、红桃山(1029米)，海拔500米～1000米的有鸬鸟山(870米)、峰高岭(708米)、王位山(726米)、红山顶(640 米)、径山(616米)等13座。因苕溪而成的河谷平原分布在苕溪谷口。东北部为水网平原，主要分布在京杭大运河流域，平畴一片，塘漾棋布，是闻名的杭嘉湖水乡平原。东南部为滩涂平原，分布于星桥周杨村至亭趾一线以南，是在海积作用为主，冲积、湖积作用为辅条件下形成的，地势略高亢平坦、土层深厚，是境内重要经济作物区。平原面积8.62万公顷，占全区面积的61.48%。

### 气候
余杭地处北亚热带南缘季风气候区。冬夏长春秋短，温暖湿润，四季分明，光照充足，雨量丰沛。年平均降水量1150mm至1550mm。因境内地形不同，小气候差异明显，春、冬、夏季风交替，冷暖空气活动频繁，春雨连绵，风向多变，天气变化较大。常年6月中旬入梅，7月上旬出梅，雨量相对集中，梅雨结束即进入盛夏，受热带高压控制，盛行下沉气流，天气晴朗、温度高、日照强、蒸发大，易有伏夏。秋季，秋高气爽，天气比较稳定。冬季，盛吹西北风，寒冷、干燥，如遇北方强冷空气，就出现寒潮。气候特征为气温适中，适宜双、三熟制。雨热同季，有利于叶妗茎类作物和瓜果生产。地处中亚热带向北亚热带过渡区，适宜栽培种植南北多种作物，具有发展粮食生产和多种经济作物的气候优势。

## 行政区划
下辖7个街道、5个镇：

| 余杭区行政区划图                                            | 余杭区行政区划图 | 余杭区行政区划图      | 余杭区行政区划图 | 余杭区行政区划图 | 余杭区行政区划图 |
| ----------------------------------------------------------- | ---------------- | --------------------- | ---------------- | ---------------- | ---------------- |
| 余杭 仓前 中泰 闲林 五常 百丈 鸬鸟 黄湖 径山 瓶窑 良渚 仁和 |                  |                       |                  |                  |                  |
| 区划代码                                                    | 区划名称         | 陆域面积 （平方千米） | 邮政编码         | 社区数           | 行政村数         |
| 330110005                                                   | 五常街道         | 22.71                 | 310023           | 13               | 0                |
| 330110009                                                   | 仁和街道         | 75                    | 311107           | 2                | 18               |
| 330110010                                                   | 良渚街道         | 101.69                | 311113           | 18               | 23               |
| 330110011                                                   | 闲林街道         | 53.61                 | 311122           | 8                | 8                |
| 330110012                                                   | 仓前街道         | 46.29                 | 311121           | 5                | 6                |
| 330110013                                                   | 余杭街道         | 93                    | 311121           | 10               | 13               |
| 330110014                                                   | 中泰街道         | 71.05                 | 311121           | 4                | 10               |
| 330110109                                                   | 径山镇           | 157.08                | 311116           | 2                | 13               |
| 330110110                                                   | 瓶窑镇           | 129                   | 311115           | 6                | 13               |
| 330110111                                                   | 鸬鸟镇           | 72                    | 311118           | 1                | 6                |
| 330110112                                                   | 百丈镇           | 60.4                  | 311118           | 1                | 6                |
| 330110113                                                   | 黄湖镇           | 58.55                 | 311118           | 1                | 5                |

## 人口
全区2010年11月1日零点余杭户籍的人口为85.93万人，男性人口为601883人，占51.43％；女性人口为568407人，占48.57％。总人口性别比（以女性为100，男性对女性的比例）为105.89，居住在城镇的人口为712754人 ，占60.90％；居住在乡村的人口为457536人，占39.10％。全区常住人口中，0-14岁人口为138295人，占11.82％；15-59岁人口为881310人，占75.31％；60岁及以上人口为150685人，占12.87％，其中65岁及以上人口为99352人，占8.49％。年末总户数24.31万户。全年出生人口9936人，死亡人口5175人，人口出生率和自然增长率分别为11.0‰和5.1‰。
全区常住人口中，具有大学（指大专及以上）程度的人口为169132人；具有高中（含中专）程度的人口为310132人；具有初中程度的人口为341576人；具有小学程度的人口为245529人（以上各种受教育程度的人包括各类学校的毕业生、肄业生和在校生）。全区常住人口中，文盲人口（15岁及以上不识字的人）为39710人，占常住人口总数的3.39％。
根据2010年全国第六次人口普查数据，余杭区目前常住人口1170290人。至2019年4月，共有户籍人口109.86万人。
2022年初常住人口为130.9万人，其中城镇常住人口为95.43万人，户籍人口总数为70.14万人。

## 交通

### 公路
- 104国道
- 329国道
- 320国道
- 长深高速
- 杭瑞高速
- 杭州绕城高速
- 申嘉湖高速
- 杭长宜高速
- 杭州绕城西复线

### 地铁
- 杭州地铁2号线
- 杭州地铁3号线
- 杭州地铁5号线
- 杭州地铁16号线
- 杭州地铁19号线

### 铁路
杭州西站

## 教育

### 高等院校
- 杭州师范大学（仓前校区）

### 义务教育学校
- 杭州师范大学附属未来科技城学校（小学部）
- 杭州市余杭区文澜未来科技城学校（小学部）
- 未来科技城海创小学
- 仓前中心小学
- 闲林中心小学
- 良渚实验学校
- 闲林中学
- 太炎中学
- 五常中学
- 杭州市瓶窑中学
- 杭州师范大学附属未来科技城学校（初中部）
- 未来科技城海辰中学
- 杭州文澜未来科技城学校（初中部）
- 杭州师范大学附属未来科技城学校（高中部）
- 杭州余杭中学

### 职业院校
- 杭州市闲林职业高级中学

## 卫生
- 杭州医学院附属医院
- 杭州市余杭区第一人民医院
- 杭州市余杭区第二人民医院
- 杭州市余杭区第三人民医院
- 浙江大学医学院附属第一医院（总部一期）

## 经济

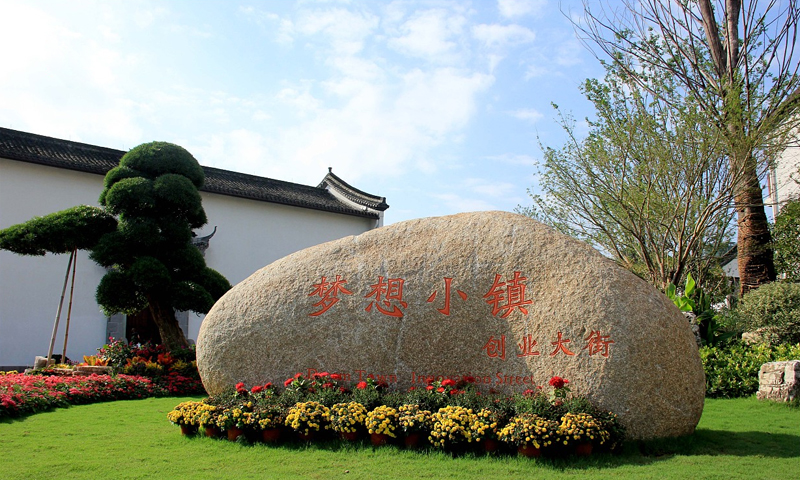
梦想小镇，位于西余杭的杭州未来科技城

余杭作为全国综合实力百强县(市、区)，排名从1994年的40位跃升到2013年的8位，综合实力19年时间进了32位。2013年全区实现国内生产总值934.41亿元，可比增长10.2%。2013年全年完成财政总收入200.1亿元，增长19.8%，首超200亿；地方财政收入126.1亿元，增长20.05%，财政总收入在浙江省发达县（市、区）排名中位列第3位。
经过多年的发展，全区工业已形成纺织服装、机械电子、建材、化工、食品加工为主导的产业格局，并涌现—了华立、诺贝尔、老板等一批全国民营经济500强企业。2005年，余杭工业产值突破千亿大关。以“舞动龙头、带动龙身、甩动龙尾”为农业发展思路，高新农业、特色农业和农业龙头企业的先导作用逐步实现，农业结构得到调整优化，传统农业逐步向现代农业、都市效益农业、农业产业化转变。作为都市新区，余杭第三产业格局逐趋完善，消费品市场稳中见兴，专业市场兴中见强、旅游经济强中见旺。

## 文化
良渚文化、运河文化、禅茶文化，共同构筑了余杭深厚的历史文化底蕴和丰富的文化积淀。
良渚文化是中国长江下游环太湖流域新石器时代晚期文化，发生于距今5300 年至4000年。是长江中下游太湖地区文化序列中的一个阶段，即由马家浜文化一泽文化一良渚文化的发展序列。良渚遗址群是良渚文化遗存分布最集中、规模最大、等级最高的中心址，主要分布在余杭区境内，实际跨度约东西11．5公里、南北7公里，面积约42平方公里，分布着135个遗址点，包括宫殿、墓地、祭坛、村落、大型礼制性建筑基址等各类遗存。
余杭的茶文化源远流长，余杭径山被誉为“茶圣著经之地，日本茶道之源”。相传一千二百多年前，茶圣陆羽在余杭径山写就了世界上第一部茶叶专著——《茶经》；七百多年前，日本圣一国师圆尔辩圆从静冈县来到余杭，师从径山寺无准法师，回国后，将径山禅寺的宴茶方式传入日本，逐渐演变成日本茶道。径山成为中日文化交流的重要阵地和渠道，而今仍在继续的往来，还将进一步为中日友谊增添光彩。

## 物产
- 金属资源：铜、钼、铁
- 非金属矿产资源：膨润土、萤石、石灰石、白云石、大理石、花岗岩、凝灰岩、天然气等。
- 植物资源：蚕茧、茶叶、黄麻、毛竹、毛笋。
- 土特产：杨梅、春笋、荸荠、黄姜等。

## 名胜古蹟
有章太炎故居、良渚遗址、径山、佛教圣地径山寺遗址、南山造像、杭宣古道、双溪陆羽泉、大涤山、舒公塔、安乐塔、闲林老街等。